# Châtaincourt
 Châtaincourt  es una población y comuna francesa, en la región de  Centro, departamento de Eure y Loir, en el distrito de Dreux y cantón de Brezolles.

## Demografía
| 199 | 169 | 143 | 190 | 237 | 262 |
| Para los censos de 1962 a 1999 la población legal corresponde a la población sin duplicidades (Fuente: INSEE [Consultar]) |     |     |     |     |     |